# Mleczewo
Mleczewo [pronunciación en polaco: /mlɛˈt͡ʂɛvɔ/] es un pueblo ubicado en el distrito administrativo de Gmina Stary Targ, dentro del Condado de Sztum, Voivodato de Pomerania, en Polonia del norte. Se encuentra aproximadamente a 4 kilómetros al oeste de Stary Targ, a 6 kilómetros al este de Sztum, y a 60 kilómetros al sureste de la capital regional Gdańsk.
Antes de 1772 el área fue parte del Reino de Polonia, hasta 1945 fue de Prusia y Alemania. Para la historia de la región, vea Historia de Pomerania.
El pueblo tiene una población de 239 habitantes.